# Hydaticus ugandaensis
Hydaticus ugandaensis är en skalbaggsart som beskrevs av Guignot 1936. Hydaticus ugandaensis ingår i släktet Hydaticus och familjen dykare. Inga underarter finns listade i Catalogue of Life.